# Jagadish Chandra Bose

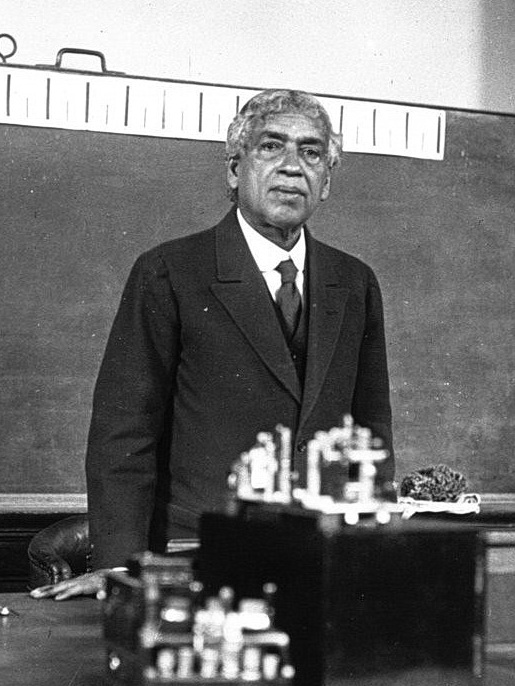
Jagadish Chandra Bose

Jagadish Chandra Bose (30 tháng 11 năm 1858-23 tháng 11 năm 1937) là một nhà vật lý, sinh học, thực vật học, khảo cổ học, nhà văn khoa học viễn tưởng người Bengal. Ông là người phát minh ra máy thu vô tuyến tinh thể. Ông đã có công lớn trong việc thiết lập nền tảng cho khoa học thực nghiệm Ấn Độ. Ông là một trong những nhà sáng lập Học viện Khoa học Quốc gia Ấn Độ, chủ tịch Hội nghị Khoa học Ấn Độ lần thứ 14, là thành viên của Học viện Hoàng gia Anh, thành viên Học viện Khoa học Vienna (Áo), thành viên Hội Khoa học Phần Lan. Ông được Hoàng gia Anh phong tước Hiệp sĩ vào năm 1917.

## Tiểu sử
Ông sinh ra ở Bikrampur (nay là Munshiganj quận Dhakar ở Bangladesh) trong Raj thuộc Anh Bose tốt nghiệp St Cao đẳng Xavier, Calcutta. Sau đó ông đã đến Đại học London để nghiên cứu y học, nhưng ông không thể theo đuổi nghiên cứu y học do sức khỏe có vấn đề. Thay vào đó, ông đã tiến hành nghiên cứu với những người sau này đoạt giải Nobel Lord Rayleigh tại Cambridge và trở về Ấn Độ.